# NGC 304
NGC 304 ist eine Spiralgalaxie vom Hubble-Typ Sa pec im Sternbild Andromeda am Nordsternhimmel. Sie ist schätzungsweise 229 Millionen Lichtjahre von der Milchstraße entfernt und hat einen Durchmesser von etwa 75.000 Lichtjahren. 

Im selben Himmelsareal befindet sich u. a. die Galaxie NGC 280.
Das Objekt wurde am 23. Oktober 1878 von dem französischen Astronomen Édouard Stephan entdeckt.